# Borș (condiment)
Pour les articles homonymes, voir Borș.

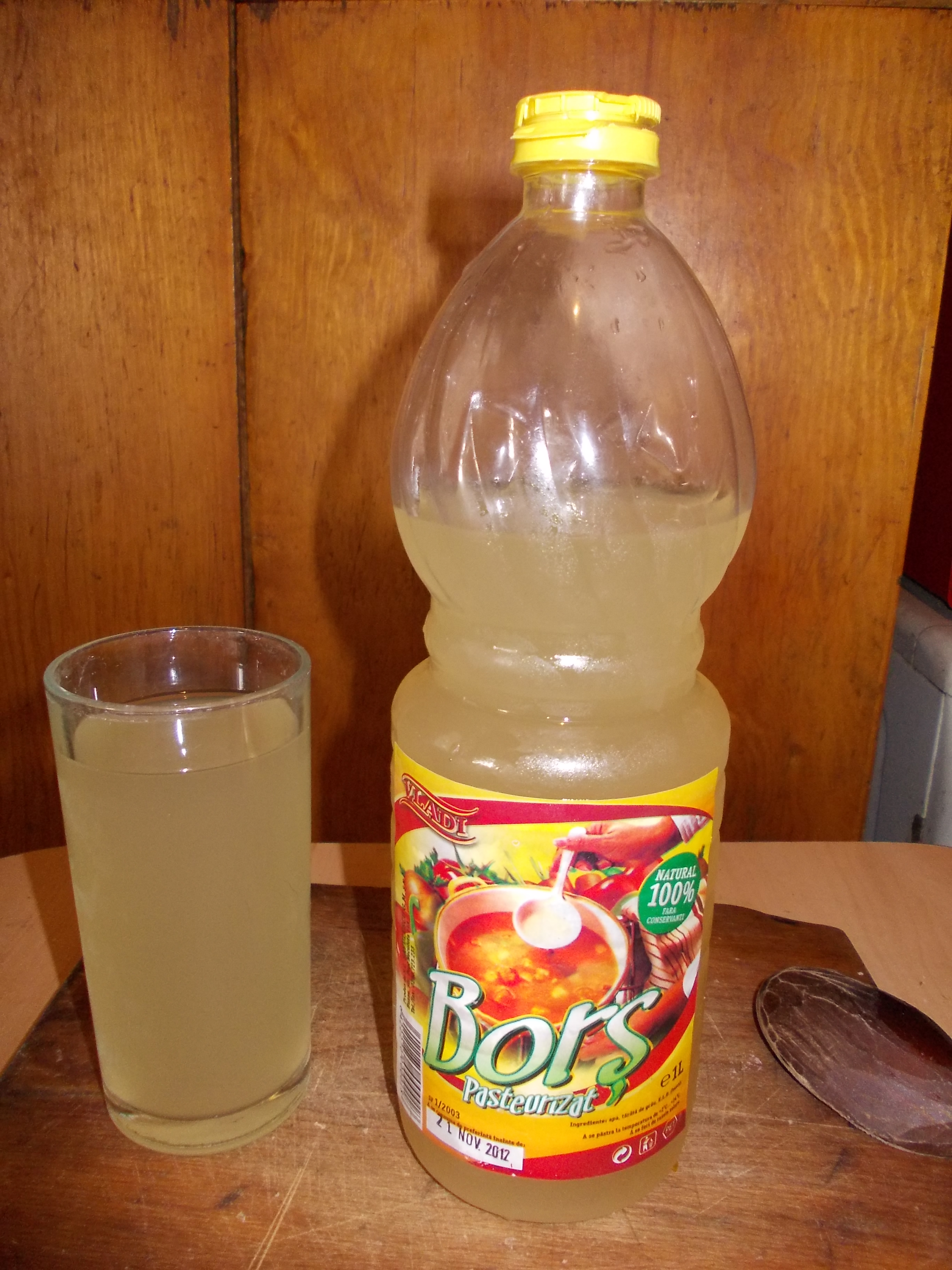

Le borș est un condiment de Roumanie et Moldavie, obtenu à partir de la fermentation de son de blé. Le borș est parfois utilisé dans des soupes de type ciorbă. Par extension, le mot borș désigne aussi en Moldavie une soupe de type ciorbă. 
Dans les campagnes, le borș est élaboré à la maison mais la préparation est longue et, en ville, on peut trouver dans le commerce soit du borș frais vendu par les ruraux sur les marchés, soit du borș industriel en sachet déshydraté. Certaines recettes sont disponibles sur les sites culinaires roumain et moldave.

## Étymologie
Le mot borș vient du russe борщ, bortch (« bortsch ») qui désigne dans cette langue une soupe de betterave. Pour désigner le bortsch russe en roumain, on utilise les termes de borș rusesc (bortsch russe) ou encore ciorbă de sfeclă (« soupe de betterave »).